# Unteres Schlösschen

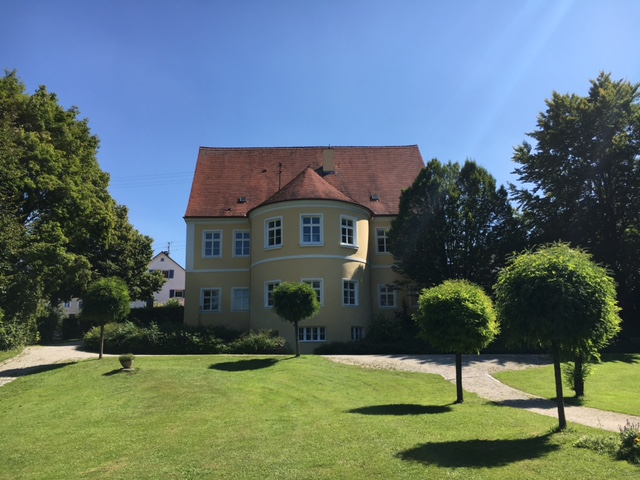
Blick auf Park und Schlösschen

Das Untere Schlösschen, ein im Kern Mitte des 16. Jahrhunderts errichtetes Schloss, befindet sich in Bobingen im Landkreis Augsburg im Regierungsbezirk Schwaben in Bayern. Das Gebäude ist ein geschütztes Baudenkmal. Es ist neben dem Cosimosinischen Schlösschen eines von vier noch erhaltenen Landschlössern in und um Bobingen.

## Geschichte
Der reiche Kaufmann Anton Welser ließ 1544 das Schlösschen im bäuerlich geprägten Bobingen vor den Toren Augsburg erbauen. Sein Sohn Markus Welser verkaufte Schlösschen und Park 1590 an Octavianus Secundus Fugger von Kirchberg und Weissenhorn. Nach dem Tod des fuggerschen Handelsherrn im Jahr 1608 folgten viele Besitzerwechsel. 1763 kaufte Freiherr von Zech das Anwesen. Er ließ das Schlösschen in den damals angesagten Rokokostil umgestalten. Davon zeugt heute noch das Deckenfresko Das Göttermahl von Christian Erhard im barocken ehemaligen Speiserundsaal im ersten Stock. Im 19. Jahrhundert verfiel das Gebäude zusehends, das nach 1938 als Kinder- und Mütterheim, nach 1945 als Stätte zur Unterbringung von Flüchtlingen/Heimatvertriebenen verwendet wurde.
Seit 1938 befinden sich das Schlösschen und die Parkanlage im Besitz der Stadt Bobingen. In den 1970er und folgenden Jahren wurde das Gebäude aufwändig renoviert sowie die Parkanlage nach alten Plänen entsprechend umgestaltet.
Heute wird das Schlösschen zu kulturelle Anlässen, insbesondere für Konzerte mit klassischen Themen, für Kunstausstellungen, Lesungen und Vorträgen genutzt. Im Erdgeschoss betreibt der Kunstverein Bobingen e.V. seit 1987 eine Kunstgalerie. Der barocke ehemalige Speiserundsaal bietet heiratswilligen Personen ein besonderes Ambiente für die standesamtliche Trauung. Der kleine Park mit Weiher und einigen alten Bäumen ist der Öffentlichkeit zugänglich.

## Baubeschreibung
Es handelt sich um einen zweigeschossigen Bau mit Steilsatteldach, Ecklisenen, Gesimsen und einem halbrunden, turmartigen Anbau mit Kegeldach. Das Gebäude wurde 1601 erweitert und um 1760 grundlegend erneuert.

Impressionen
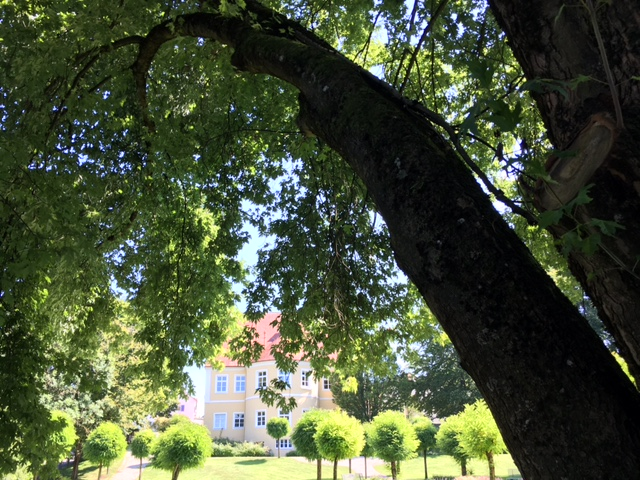
Blick vom Park auf das Schlösschen
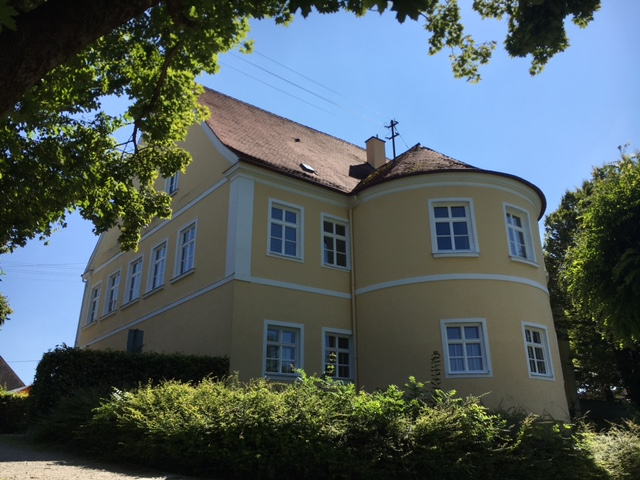
Blick von Norden
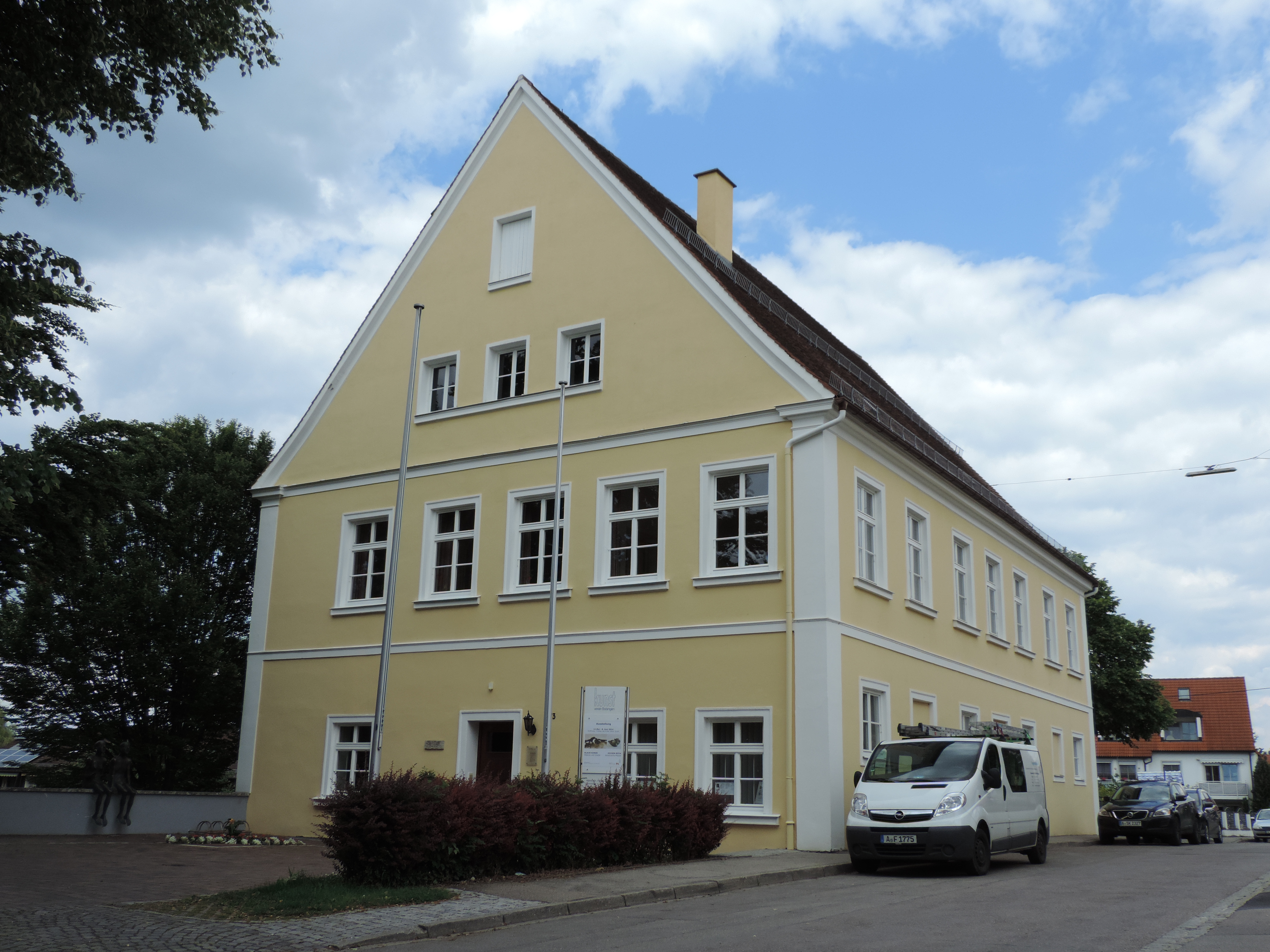
Blick auf das Schlösschen von Süden (Römerstraße 73)
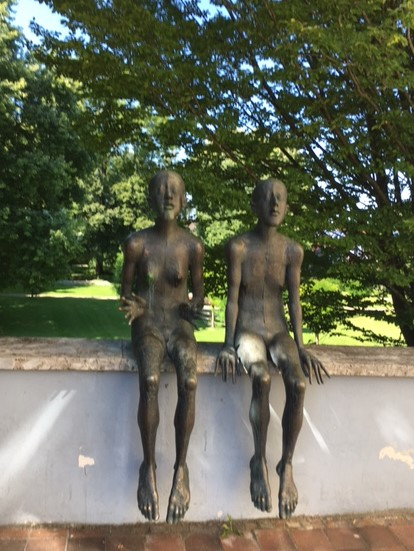
Bronzefigur "Das Paar" des Künstlers Volkmar Kühn